# セフマチレン
セフマチレン（英：Cefmatilen（INN）、コードネームS-1090）は経口投与可能なセファロスポリン系抗生物質である。
日本で開発され、1992年に初めて報告された。In vitroでは、セフマチレンは化膿レンサ球菌や淋菌を含む種々のグラム陽性菌やグラム陰性菌に対して高い活性を示す。